# Киберкултура
Киберкултура, а също и като онлайн култура, е култура, която е възникнала и възниква от компютърните мрежи, интернет, програмите за забавление и бизнеса. Това е също така изучаването на различни социални феномени, асоциирани с интернет и други форми на мрежова комуникация, като онлайн общности, онлайн игри в сървър, социални медии и мрежи, чатове и есемеси, и включва тематики като идентичност, неприкосновеност на лични данни и лична комуникация или мрежова формация.
Киберкултурата се проявява през различните форми за комуникация в интернет и мрежите, като различни дейности и места (сайтове), употребата на метафори и специфичен език (напр. лийт), както и ползването на различни софтуерни приложения.
Някои от основните теми свързани с онлайн комуникацията и културата са:
| - Блогове - BBS (исторически) - Чат | - Киберсекс - Електронна търговия - Онлайн игри | - Интернет мемове - Споделяне на файлове - Ползване на социални мрежи | - Usenet (исторически) - Виртуални светове |